# Dendrobium arunachalense
Dendrobium arunachalense är en orkidéart som beskrevs av C.Deori, S.K.Sarma, Phukan och A.A.Mao. Dendrobium arunachalense ingår i släktet Dendrobium, och familjen orkidéer.
Artens utbredningsområde är Arunachal Pradesh. Inga underarter finns listade i Catalogue of Life.